# Inventario del Patrimonio Cultural de Castilla-La Mancha

Escudo de Castilla-La Mancha.

El Inventario del Patrimonio Cultural de Castilla-La Mancha es el registro oficial de los bienes culturales de la comunidad autónoma de Castilla-La Mancha en España.

## Descripción
Establecido por la Ley 4/2013, de 16 de mayo, de Patrimonio Cultural de Castilla-La Mancha y dependiente del Gobierno castellanomanchego, fue diseñado como instrumento de gestión del patrimonio cultural de la región para suceder a la antigua carta arqueológica, la cual resultaba más restrictiva en cuanto a los bienes que debían ser objeto de su consideración y resultó superada por la práctica diaria. Se encuentra pendiente de desarrollo reglamentario, pero la ley define sus características básicas.
El Gobierno regional ha desarrollado un visor que permite localizar los ámbitos de protección y prevención del Inventario así como de los bienes incluidos en el Catálogo del Patrimonio Cultural de Castilla-La Mancha; los bienes singularmente incluidos en el Inventario no se encuentran disponibles.

### Urbanismo y evaluación ambiental
En los informes que deba emitir en los procedimientos de aprobación, modificación y revisión de los instrumentos de ordenación territorial y urbanística así como en las actividades a las que se aplica la evaluación de impacto ambiental, los cuales son preceptivos cuando afectan al patrimonio cultural, la Consejería competente en esta materia debe incorporar la información contenida en el Inventario así como las medidas de protección previstas en la norma. Los instrumentos de ordenación territorial y urbanística también deben tener en cuenta la información contenida en el Inventario.

### Contenido
Debe reunir todos los bienes culturales de la región, incluidos los bienes del Catálogo del Patrimonio Cultural de Castilla-La Mancha y el resto de bienes que reúnen alguno de los valores establecidos en la norma.
El Inventario incorpora, por tanto:
- Los bienes de interés cultural;
- Los bienes de interés patrimonial;
- Los elementos de interés patrimonial;
- Los demás bienes del patrimonio cultural de Castilla-La Mancha.

Asimismo, define:
- Los ámbitos de protección: áreas delimitadas a partir de los datos en los cuales esté probada la existencia de elementos con valor patrimonial;[3]
- Los ámbitos de prevención: áreas delimitadas a partir de los datos en los cuales exista la presunción razonada de restos con valor patrimonial.[3]

#### Ámbitos de protección y de prevención
Los ámbitos de protección y de prevención se crean por la presencia, supuesta o probada, de elementos con valor patrimonial en una zona determinada, incluyendo alrededor de bienes incorporados al Inventario. En estos ámbitos, la utilización de detectores de metales queda supeditada a la autorización de la Consejería competente.

### Elaboración
En caso de planeamientos generales, los promotores de los mismos deben realizar los trabajos necesarios para la elaboración del Inventario de acuerdo con las instrucciones establecidas por la Consejería competente en materia de patrimonio cultural.
Asimismo, las entidades locales deben colaborar para la realización del mismo en sus respectivos ámbitos territoriales.

### Régimen de protección
La inclusión de un bien en el Inventario constituye el reconocimiento administrativo de que el mismo reúne alguno de los valores establecidos en la norma, por lo que determina en cualquier caso la aplicación del régimen común de protección y conservación previsto para todos los bienes del patrimonio cultural de Castilla-La Mancha, sin perjuicio de los regímenes de protección cumulativos aplicables, en su caso, a los bienes catalogados y a los bienes de interés cultural.